# Jakob Henkenhaf

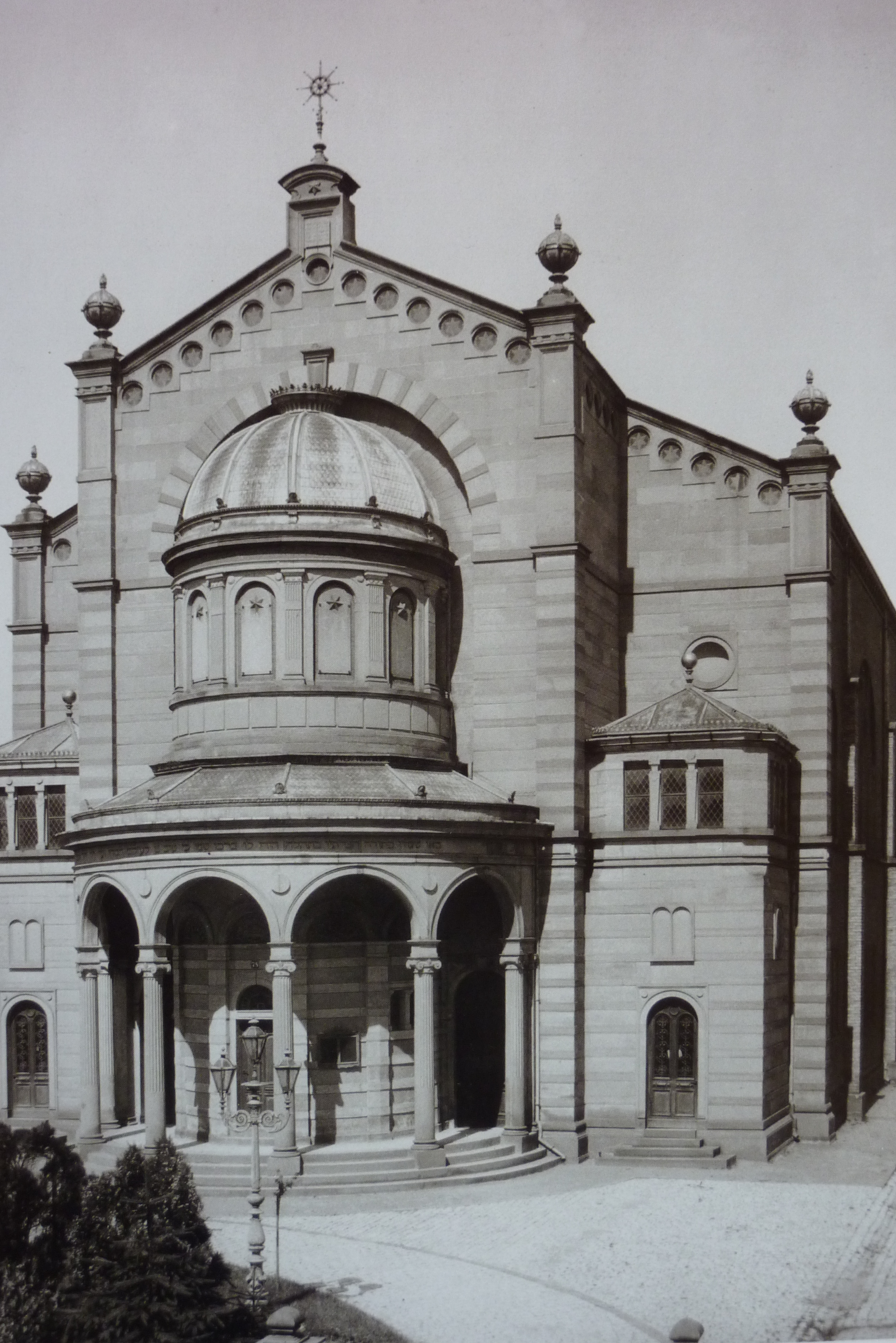
Synagoge in Bruchsal (mit Friedrich Ebert)

Jakob Henkenhaf (* 7. August 1855 in Grünwettersbach, Großherzogtum Baden; † 11. Januar 1927 in Heidelberg, Republik Baden) war ein deutscher Architekt.

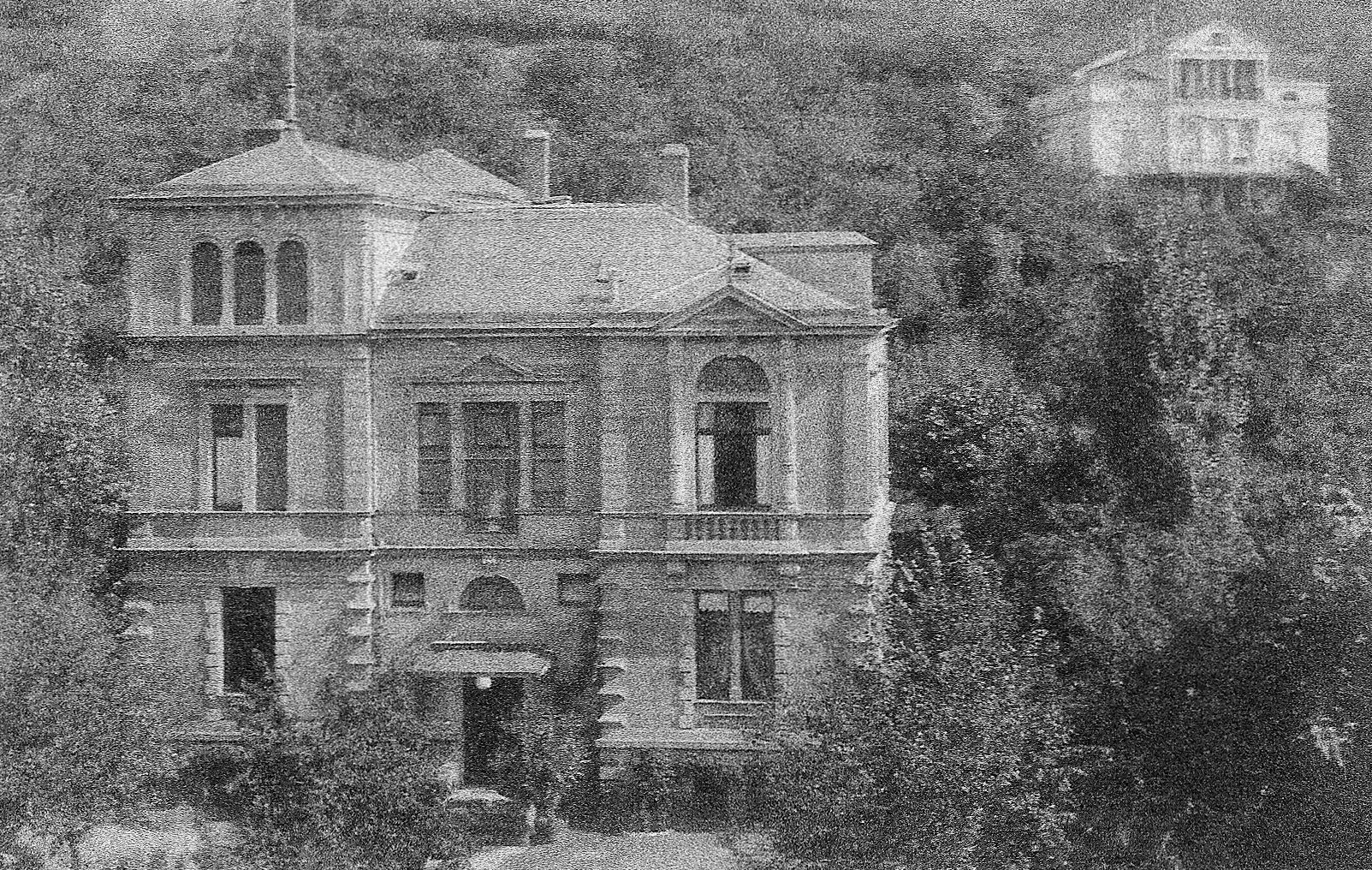
Villa Oskar von Bülow Gaisbergstraße 81 in Heidelberg, Entwurf und Durchführung Jakob Henkenhaf, Fotografie aus den Jahren zwischen 1895 und 1907

## Leben
Jakob Henkenhaf war ein Schüler von Josef Durm. Henkenhaf arbeitete von 1875 bis 1914 gemeinsam mit Friedrich Ebert in der Architektengemeinschaft „Henkenhaf & Ebert“ in Heidelberg, überregional in Württemberg und in Amsterdam an der Planung und Durchführung von großen, teils öffentlichen Bauprojekten.
Der Lebensmittelpunkt von Jakob Henkenhaf war Heidelberg. Henkenhaf fand seine letzte Ruhe auf dem Heidelberger Bergfriedhof im Familiengrab. Als Grabmal dient großer Menhir aus Granit, geschmückt von einem Oval aus schwarzem Granit, in das die Lebensdaten von Jakob Henkenhaf und die weiterer Familienmitglieder eingemeißelt sind. Die Grabanlage befindet sich in der (Abt. Y).

## Bauten
- 1880–1881: Synagoge in Bruchsal von Jakob Henkenhaf mit Friedrich Ebert[2]
- 1884–85 und 1886–87 Kurhaus Scheveningen von Jakob Henkenhaf mit Friedrich Ebert
- 1893–1894: Villa Oskar von Bülow Gaisbergstraße 81 in Heidelberg nach Plänen von Jakob Henkenhaf
- 1900–1901: Wohn- und Bankhaus Hauptstraße 126 in Heidelberg für die Oberrheinische Bank Heidelberg von Jakob Henkenhaf mit Friedrich Ebert
- 1901–1903: Stadthalle Heidelberg von Jakob Henkenhaf mit Friedrich Ebert[3]

## Galerie Bauten

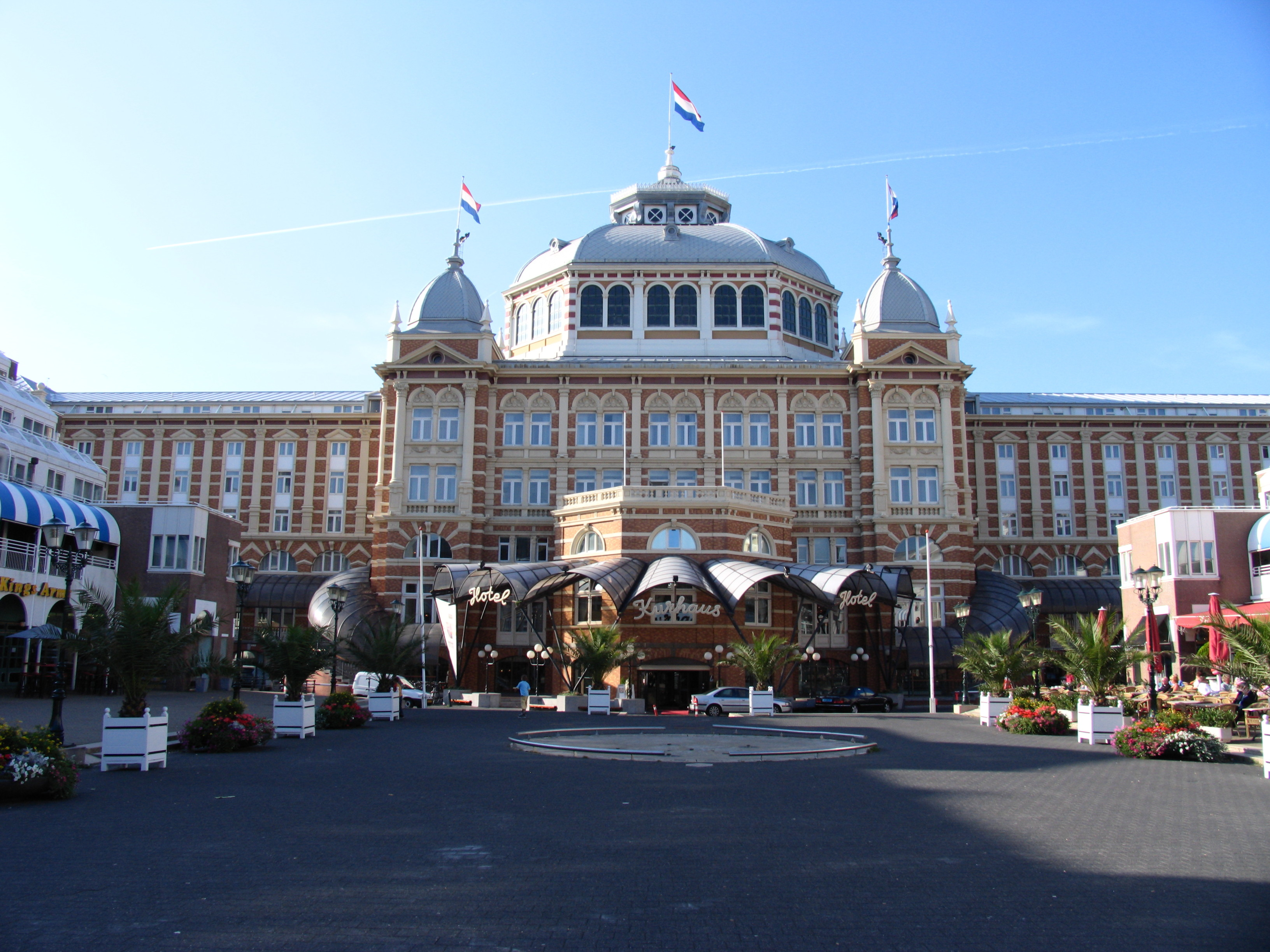
Kurhaus Hotel Scheveningen erbaut mit Friedrich Ebert 1884–85, Wiederaufbau nach einem Feuer 1886–87
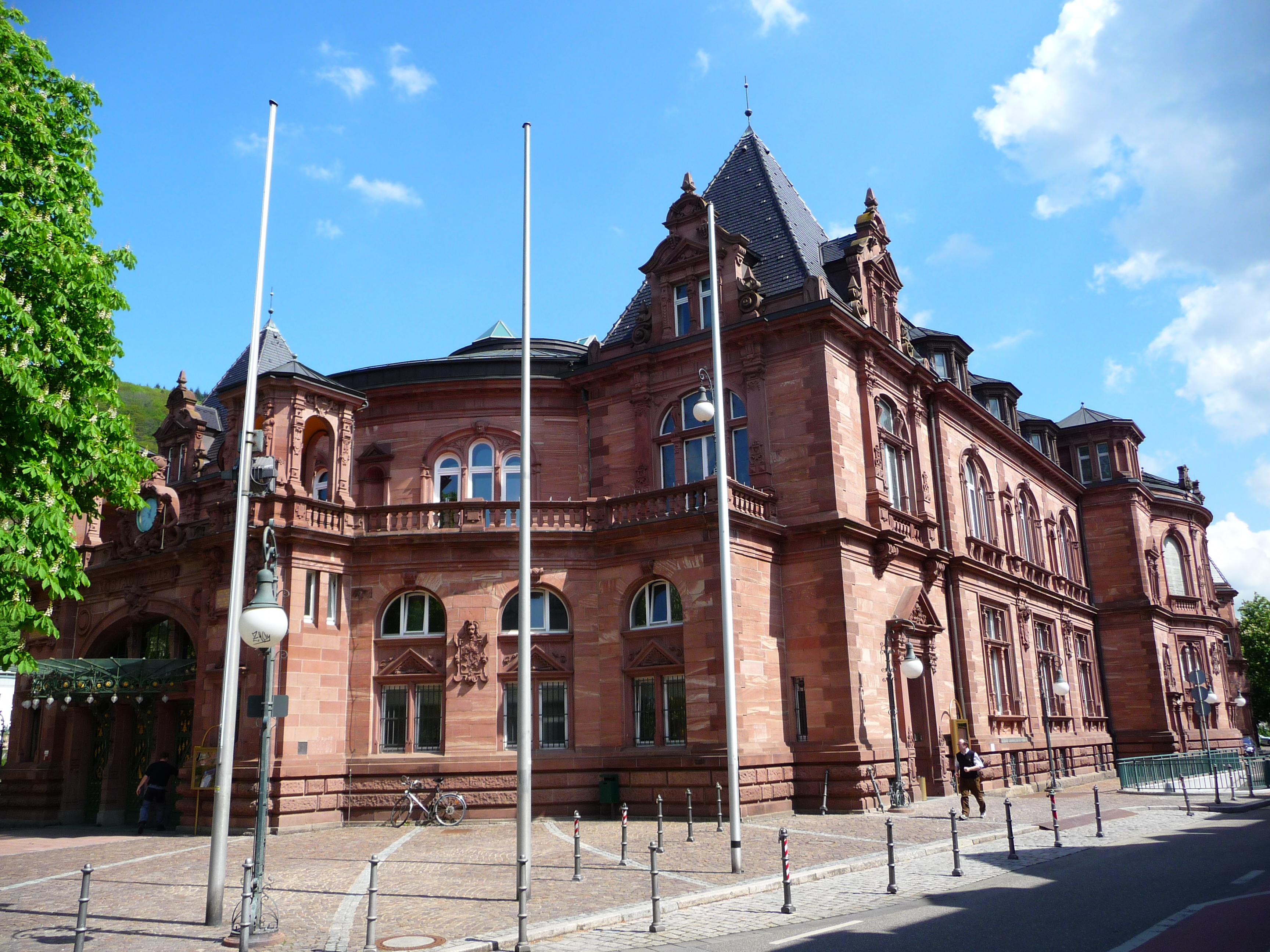
Stadthalle Heidelberg erbaut nach Plänen von Jakob Henkenhaf und Friedrich Ebert 1901–1903
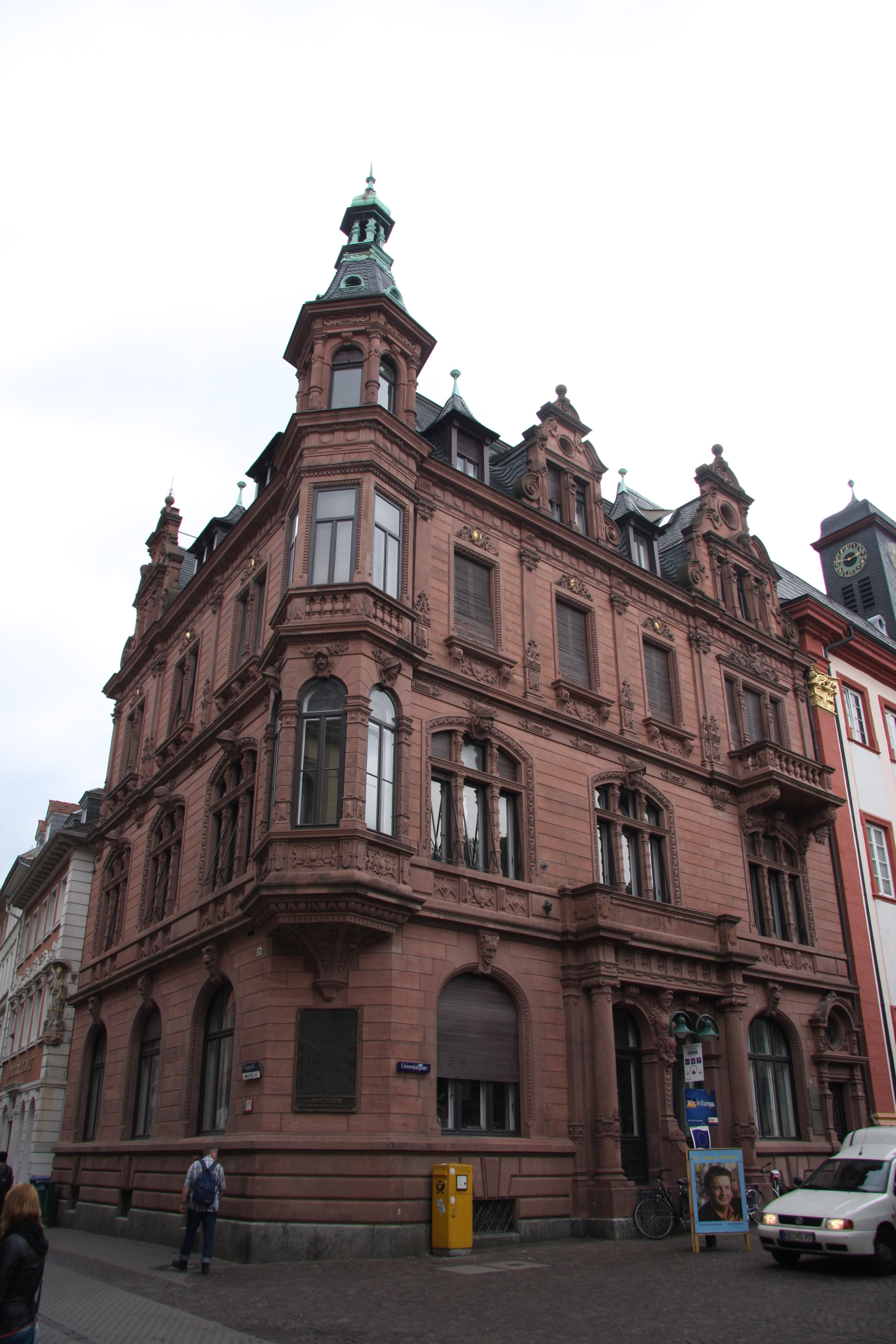
Universitätsplatz Heidelberg Eckgebäude, erbaut 1900–1901 nach einem Entwurf von Jakob Henkenhaf und Friedrich Ebert
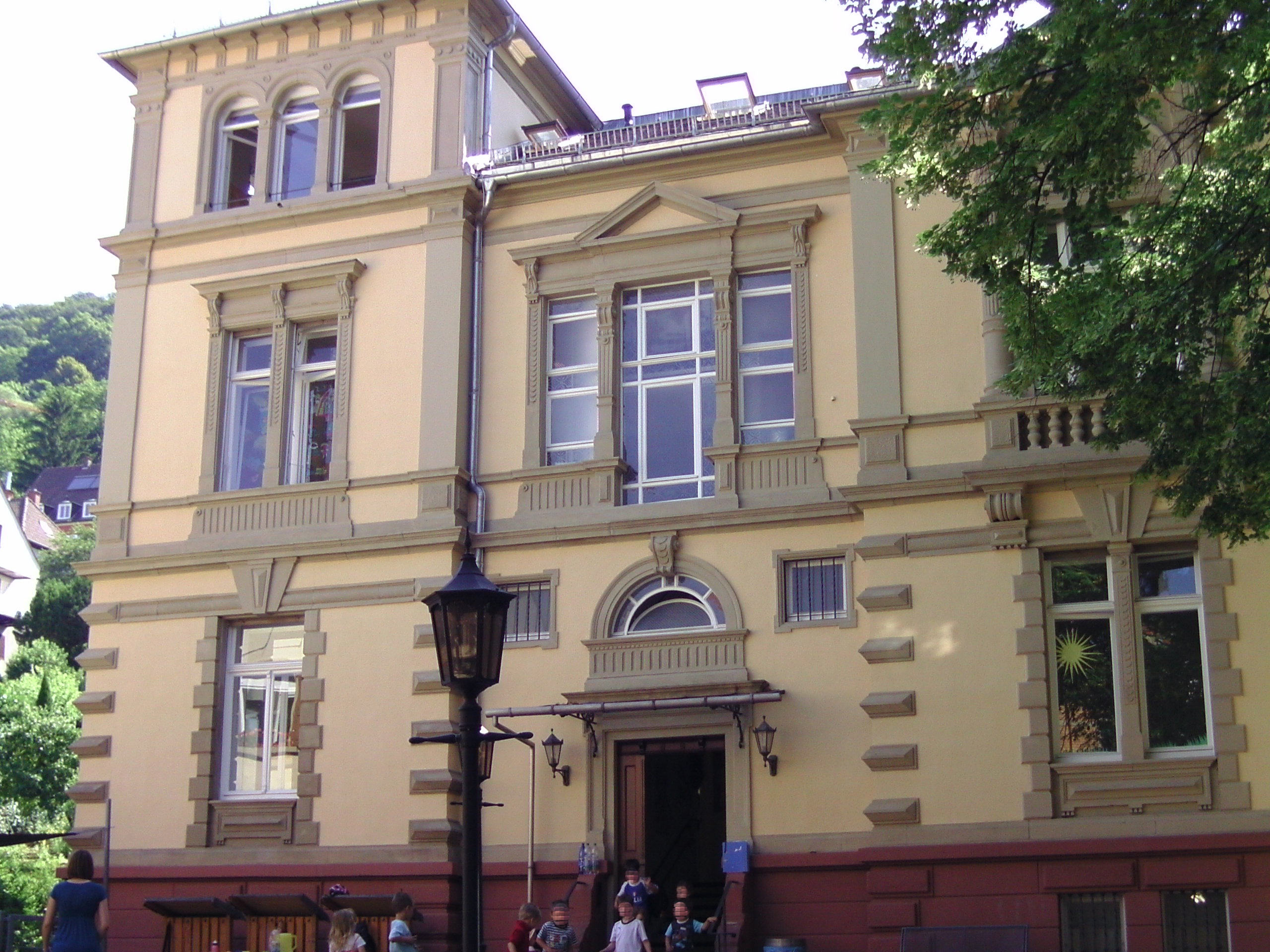
Villa Oskar von Bülow Gaisbergstraße 81 in Heidelberg, erbaut 1893–1894, nach Plänen von Jakob Henkenhaf, Foto 2009
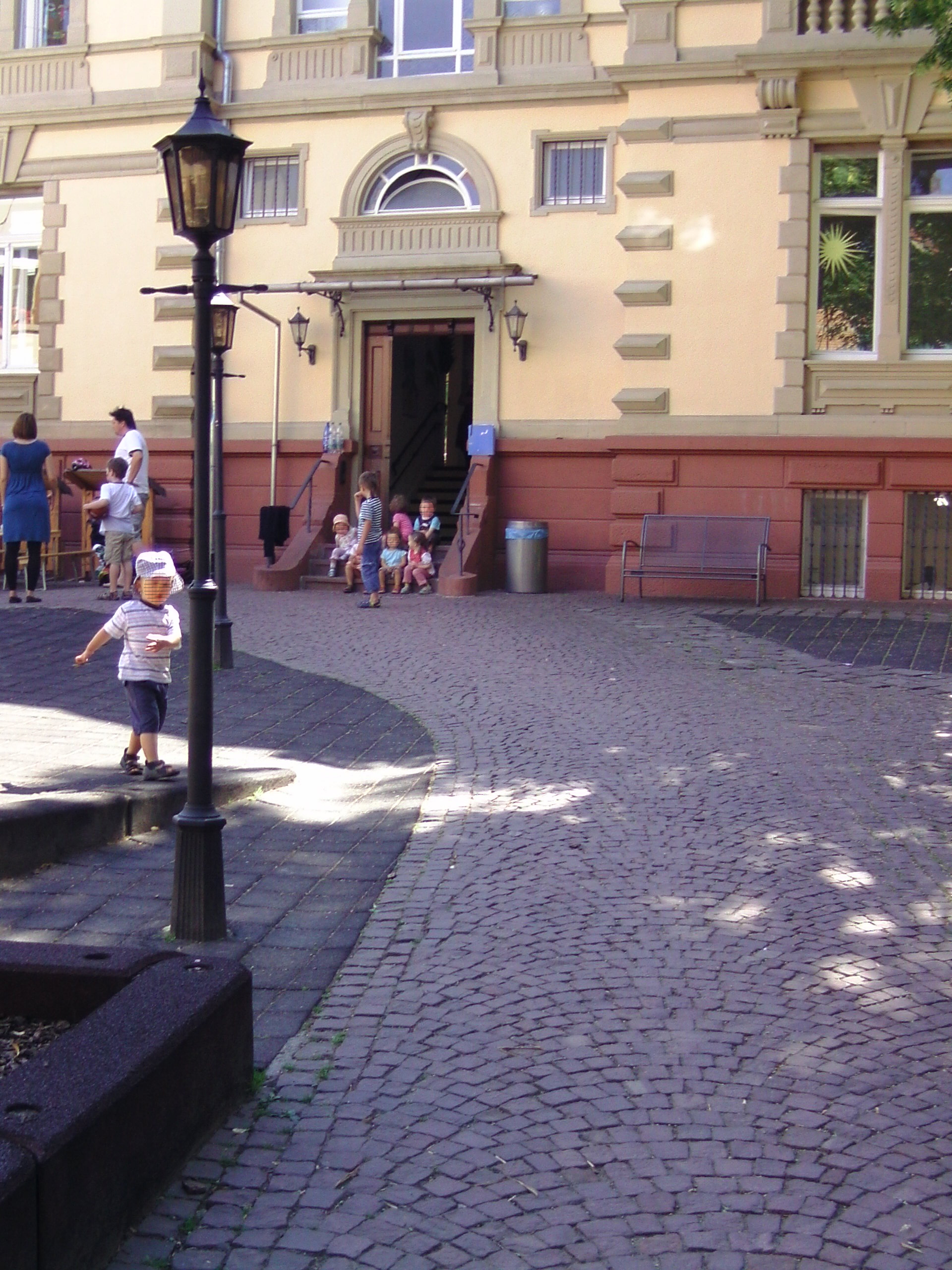
Aufgang zur Villa Oskar von Bülow Gaisbergstraße 81 in Heidelberg Aufnahme 2009

## Grabanlage Bergfriedhof Heidelberg

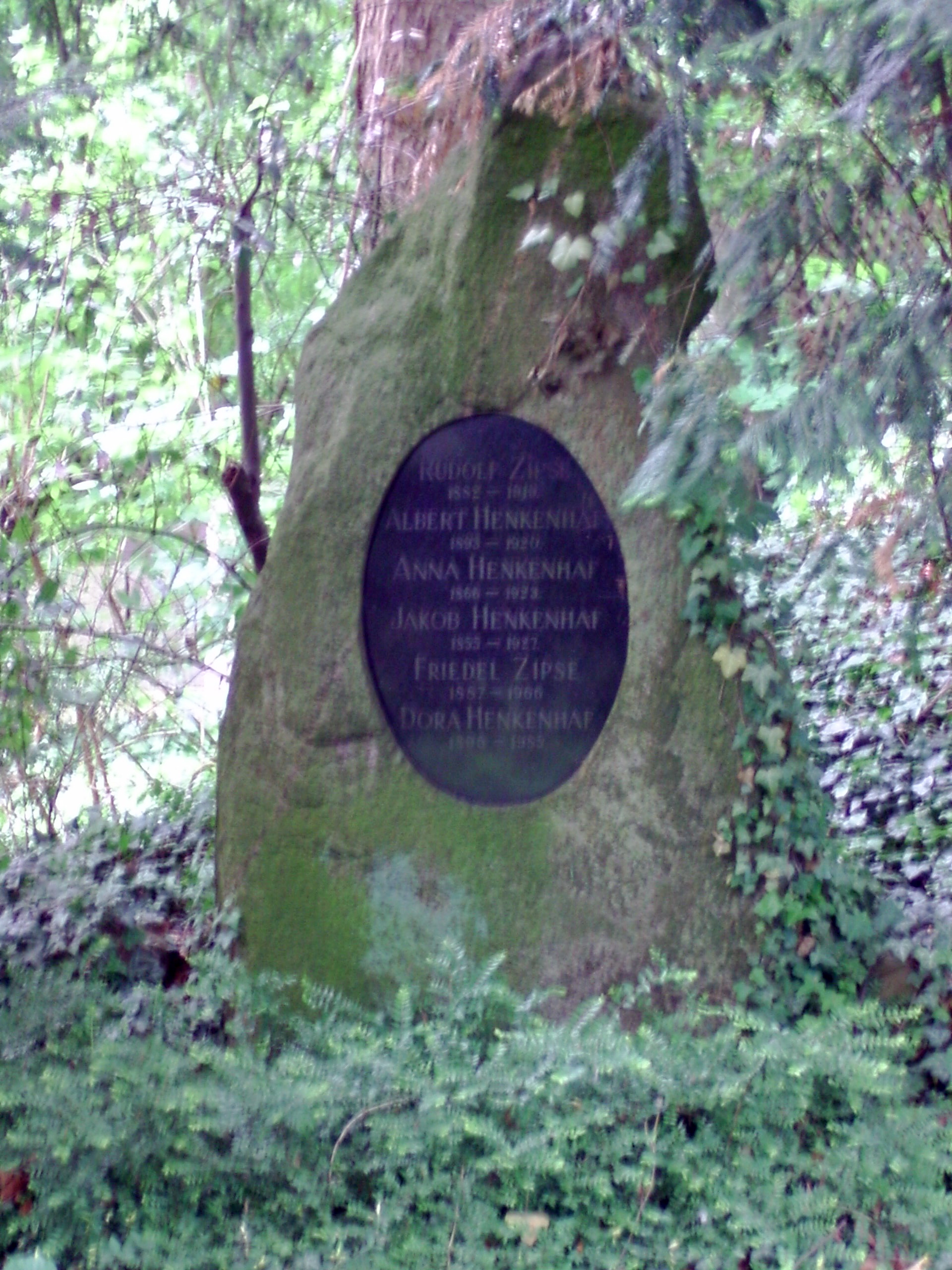
Grabmal der Familie Henkenhaf auf dem Heidelberger Bergfriedhof (Abt.Y)
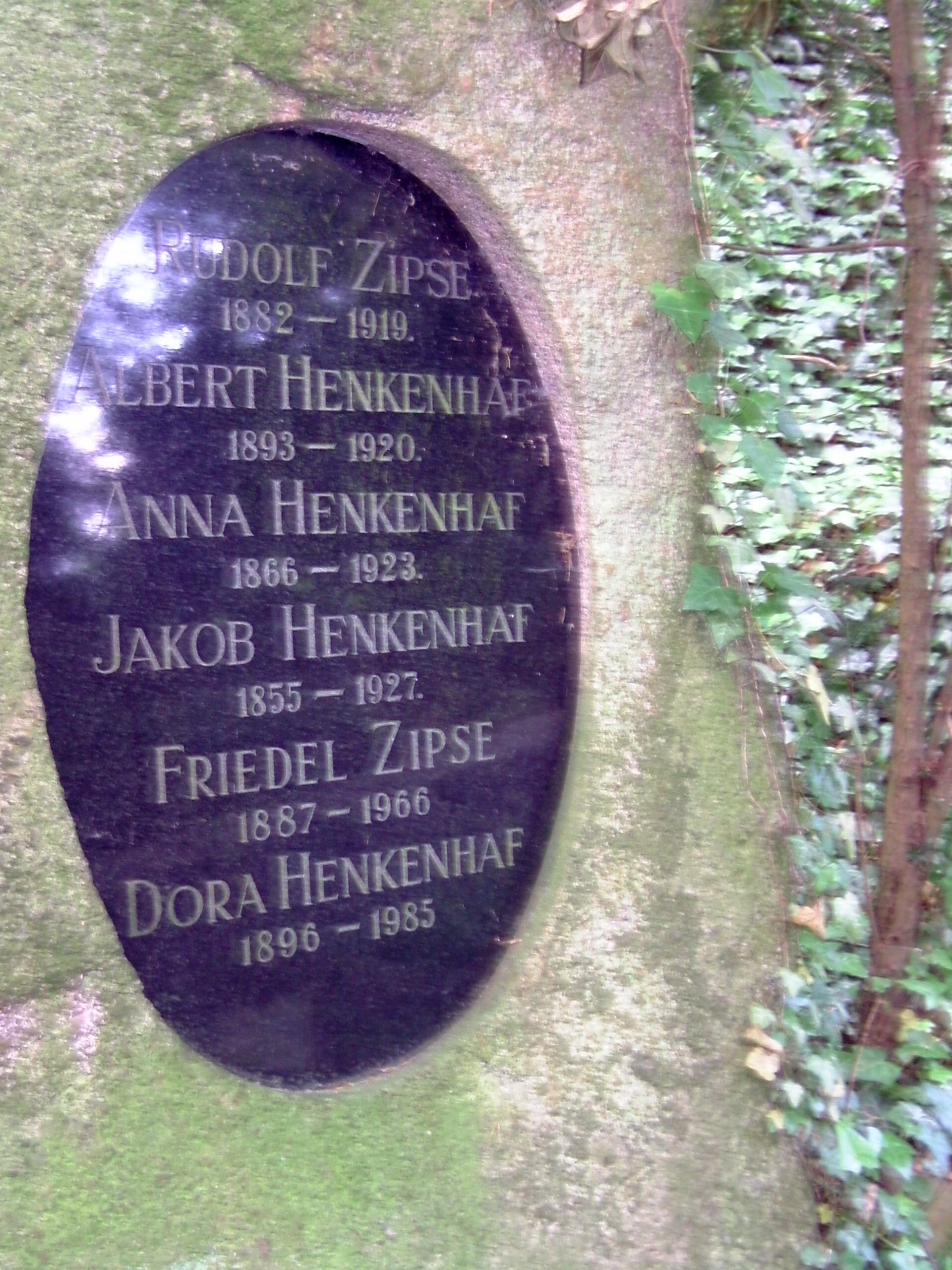
Detail, Tafel mit den eingemeißelten Namen der Familienmitglieder, die hier ruhen